# Françoise Treussard
Françoise Treussard, née à Paris, est une animatrice et productrice de radio française.

## Biographie
Elle a vécu à Londres et dans l'océan Indien, et étudié l'économie politique.
Collaboratrice de Bertrand Jérôme, elle présente avec lui sur France Culture, le dimanche, des émissions humoristiques : Mi Fugue-Mi Raisin, Allegro Ma Non Troppo, le Cri du Homard, puis depuis 1984 Les Décraqués et Des Papous dans la tête qu'elle anime seule de septembre 2004 à août 2018. Françoise Treussard était la créatrice et la productrice de cette dernière émission.
Elle est invitée d'honneur de l’Oulipo en 1996.